# 501 هـ
501 هـ هي سنة في التقويم الهجري امتدت مقابلةً في التقويم الميلادي بين سنتي 1107 و1108.

## مواليد
- أبو موسى المديني
- أبو المرهف النميري